# Familia Álvarez del Casal
La familia Álvarez del Casal fue una de las más influyentes y con más reputación dentro de la élite criolla del Virreinato de Nueva Granada durante el siglo XVIII y principios del XIX. Descendientes de una nueva clase burocrática que llegó a Santafé de Bogotá en la primera mitad del siglo XVIII, consolidaron su poder mediante alianzas familiares, cargos administrativos y matrimonios estratégicos con otras familias de abolengo.

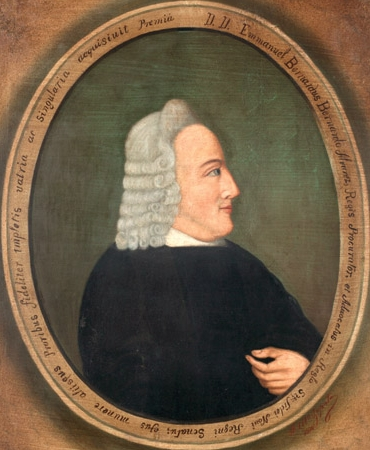
Manuel Bernardo de Álvarez

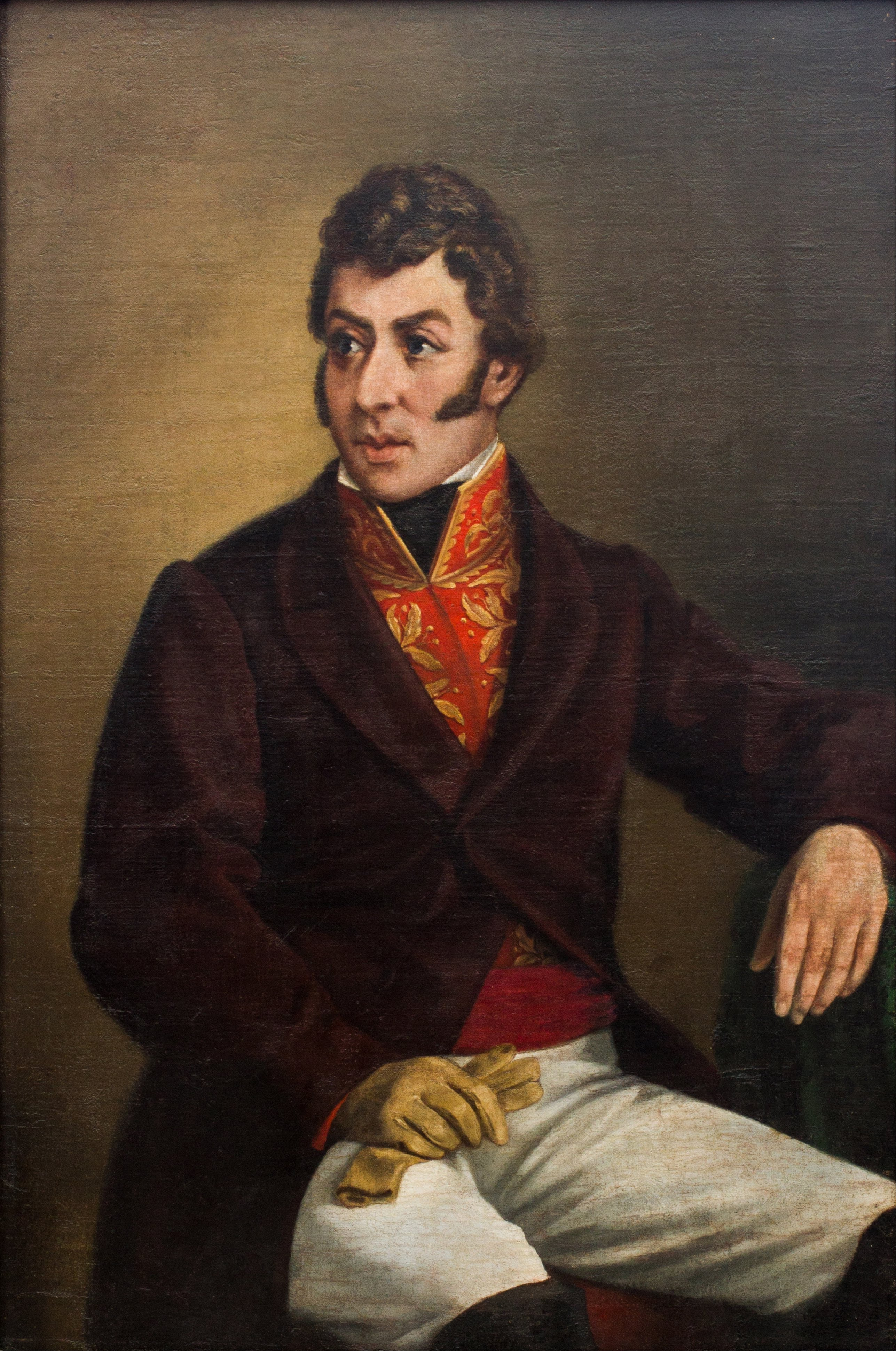
Antonio Nariño por José María Espinosa

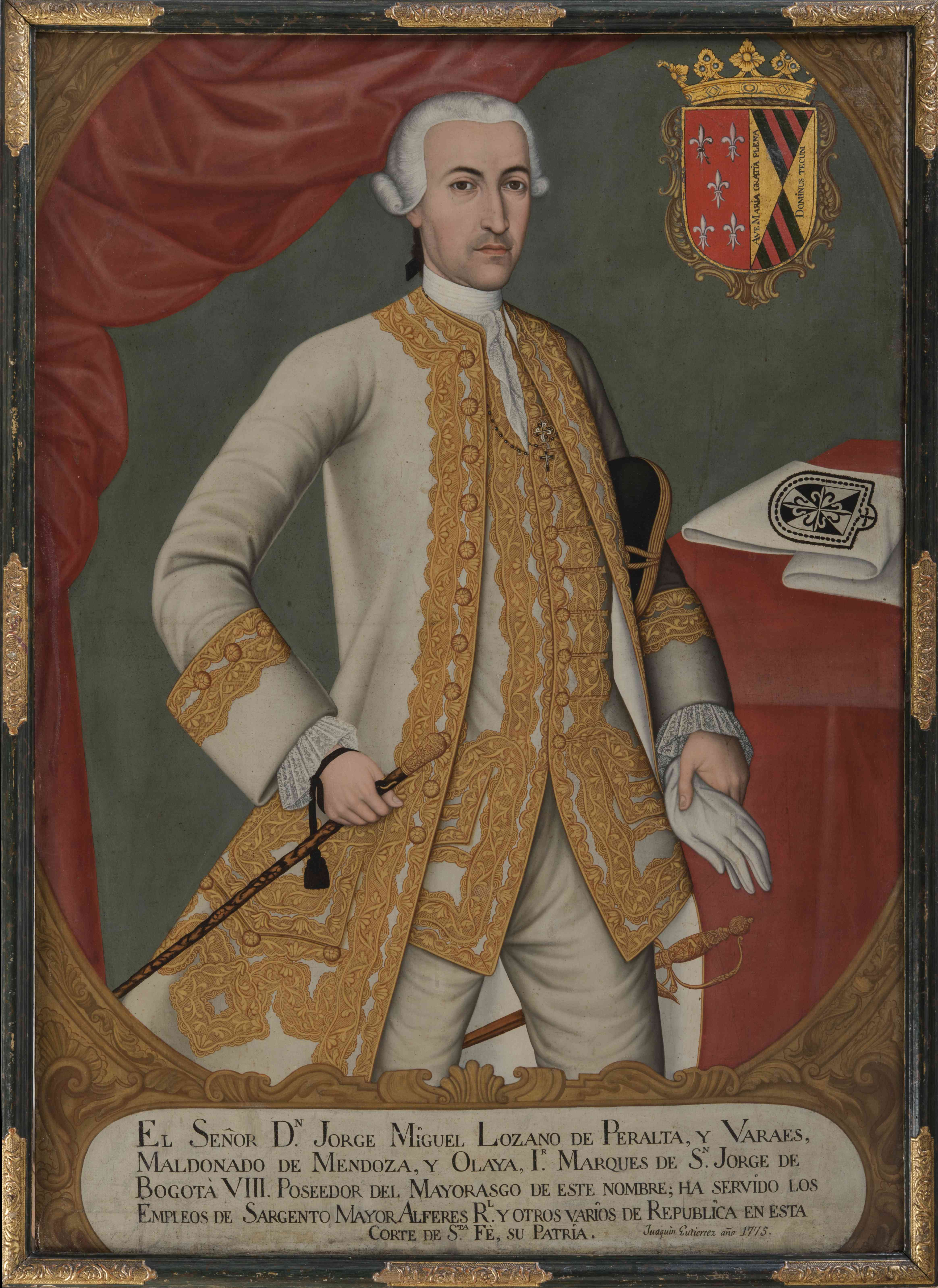
Jorge Miguel Lozano de Peralta. Marqués de San Jorge

Fue una dinastía criolla que monopolizó el poder en la Nueva Granada a través del control de cargos administrativos, lazos matrimoniales estratégicos, linajes y redes de influencia política. Su dominio se extendió a instituciones clave como la Real Audiencia y la administración fiscal del virreinato.
La familia fue encabezada por el español madrileño Bernardo de Álvarez, abogado del Consejo Real de Castilla, en España, fiscal de la audiencia de Santafé entre los años 1736 y 1756 y Josefa del Casal y Freiría. En el año 1736, llegaron a Santafé, virreinato de la Nueva Granada cuando Bernardo de Álvarez fue nombrado fiscal de la Real Audiencia de Santafé, lo que marcó el inicio de su ascenso en la jerarquía política y administrativa del virreinato, construida desde la colonia.
La familia, en principio, estaba compuesta por cuatro hijos:
- Joaquina Álvarez del Casal, casada con Manuel García Olano, quien tuvo un papel clave durante la rebelión de los Comuneros como enlace entre los insurrectos y la aristocracia santafereña.
- Petronila Álvarez del Casal, esposa de Jerónimo de Mendoza y Hurtado, también vinculado al movimiento comunero.
- Catalina Álvarez del Casal, casada con Vicente Nariño y Vásquez, contador oficial del Tribunal de Cuentas y padre del prócer Antonio Nariño, Precursor de la Independencia de Colombia.[8]
- Manuel Bernardo Álvarez del Casal, destacado abogado y político, quien ocupó la presidencia del Estado de Cundinamarca (1813-1814) y fue ejecutado por las autoridades realistas en 1816 durante la Reconquista Española de la Nueva Granada.[9]

## Alianzas y expansión de la influencia
Los Álvarez del Casal fortalecieron su posición en la élite del virreianto mediante matrimonios estratégicos con otras familias poderosas de santafé, incluyendo los Ayala, Mesa, Nariño, Lozano de Peralta, Lagos, Portocarrero, Vergara, Caicedo, Ugarte, Galavís y Ricaurte. Estas alianzas les permitieron ocupar altos cargos en la administración virreinal y el comercio, asegurando su dominio en los sectores político y económico.
Uno de los matrimonios más relevantes fue el de Manuel Bernardo Álvarez del Casal con Josefa Lozano de Peralta, hija del Marqués de San Jorge, lo que lo vinculó con la familia más importante, rica e influyente de la Nueva Granada con largo entramado y ascendencia a los conquistadores del reino y nobleza muisca, de los últimos zipas.

## Participación en la independencia
La familia tuvo un papel crucial en los acontecimientos que llevaron a la independencia de la Nueva Granada:
- Manuel Bernardo Álvarez del Casal fue miembro del Cabildo de Santafé y firmante del Acta de Independencia del 20 de julio de 1810. Posteriormente, presidió el Supremo Congreso de 1810 y fue parte de la Junta de Gobierno.
- Apoyó activamente a su sobrino, Antonio Nariño, en la defensa del centralismo frente al modelo federalista propuesto por Tunja.
- En 1813, asumió la presidencia del Estado de Cundinamarca, sucediendo a Nariño. Durante su mandato, enfrentó la invasión de fuerzas federalistas apoyadas por Simón Bolívar, lo que resultó en la toma de Santafé en diciembre de 1814 y su destitución.
- En 1816, durante la Reconquista Española de la Nueva Granada, fue capturado por órdenes de El Pacificador Pablo Morillo y ejecutado el 10 de septiembre de 1816, junto con otros líderes del ejército patriota.

## Legado e impacto
La familia Álvarez del Casal dejó una profunda huella en la Historia de Colombia. Su influencia política, económica y social marcó el devenir del Virreinato de la Nueva Granada y del proceso independentista. Si bien fueron protagonistas en la lucha contra la monarquía española, su participación también evidenció cómo las élites criollas mantuvieron el poder tras la independencia, estableciendo estructuras de gobierno que perduraron en la naciente República de Colombia.